# Kiamaky-Wildreservat
Das Kiamaky-Wildreservat liegt im Nordwesten des Iran in der Provinz Ost-Aserbaidschan und stellt eines der am besten geschützten Gebiete im iranischen Kaukasus dar. Es umfasst eine Fläche von über 957 Quadratkilometern und verfügt über eine relativ große Zahl der seltenen Persischen Leoparden. Die steilen Felsklippen des Kiamaky-Schutzgebietes bieten einer großen Population an Wildziegen Lebensraum, die ihrerseits Beute für die Leoparden darstellen. Auch das Armenische Wildschaf kommt hier noch vor.
Westlich des Reservats liegt das 972 Quadratkilometer große Marakan-Schutzgebiet, das ebenfalls noch Herden von Wildschafen und Wildziegen, aber nur noch wenige Leoparden beherbergt. Ursprünglich war dieses Gebiet besonders bekannt für zahlreiche Leoparden, doch wurden in den letzten Jahren etliche davon durch ausländische Jagdtouristen erlegt. Einige Kilometer nordöstlich, im Grenzgebiet zu Aserbaidschan, liegt mit dem Arasbaran-Schutzgebiet ein weiteres Reservat der Region.